# Jiufengia
Jiufengia jiai
Genre
Espèce
Jiufengia est un genre fossile de thérapsides thérocéphales de la famille des Akidnognathidae, ayant vécu durant le Permien supérieur dans ce qui est actuellement la Chine. Il n'est connu que d'une seule espèce, Jiufengia jiai, décrite en 2019 par Jun Liu (d) et Fernando Abdala (d) à partir de fossiles provenant de la formation de Naobaogou.